# Couvent franciscain Sainte-Élisabeth d'Eisenach
Le couvent Sainte-Élisabeth est une ancienne abbaye franciscaine à Eisenach.

## Géographie
Le couvent se trouvait sur le sentier de l'Eselstation (de), vers le château de la Wartbourg, à peine à 200 m de la porte du château, juste au-dessus de la route d'accès. Le complexe du monastère se situe sur le site de ce qu'on appelle maintenant la fontaine Sainte-Élisabeth (de) et est creusé dans la roche de la colline du château et était la source d'eau potable la plus proche.

## Histoire
Vers 1225, un petit hôpital est construit sous la Wartburg. C'est un don d'Élisabeth de Hongrie, épouse du landgrave Louis IV de Thuringe, qui probablement le gère dans un premier temps. Les malades et les nécessiteux sont soignés ici. Le nombre exact, l'emplacement et la taille des bâtiments sont inconnus. Des maisons en rondins de bois ainsi qu'une petite chapelle sont à prévoir. La fontaine Élisabeth, qui existe encore aujourd'hui, est probablement construite avant l'époque de l'hôpital. Lorsque les combats éclatent pour la possession de la Wartburg lors de la guerre de Succession de Thuringe, l'hôpital situé à proximité du château d'Eisenach (de) se trouve entre les fronts et est détruit ou temporairement abandonné.
Environ cent ans après l'expulsion et la mort d'Élisabeth de Hongrie, en 1331, un petit couvent franciscain est construit sur le site de son hôpital, qui, selon la légende, est donné par le landgrave Frédéric II de Misnie. Les bâtiments de ce deuxième couvent franciscain dans la région d'Eisenach, après le couvent Saint-Paul (de), sont construits après d'importants travaux de nivellement sur deux terrasses à flanc de colline ; ils se composent de l'église abbatiale, des cellules des frères, des bâtiments de stockage et de ferme, aujourd'hui principalement des bâtiments en pierre, le tout entouré d'un mur de protection. En 1441, l'accès est déplacé, une partie du rocher dut être enlevée. Une chronique monastique du milieu du XVe siècle est conservée, qui contient de nombreux indices sur la vie monastique.
Les frères franciscains quittent le couvent en 1525 à la suite de la Réforme protestante ; il sert désormais de carrière.
Lors de travaux d'excavation et de nivellement à l'instigation de l'architecte Hugo von Ritgen (de) à proximité de la fontaine Élisabeth, des ouvriers tombent sur des murs de fondation massifs d'anciens bâtiments en 1851, mais aucune enquête n'est effectuée. Hermann Nebe (de) examine la zone en 1924-1925, lorsque les restes du mur et de petites découvertes sont faites lors de l'aménagement d'une petite roseraie.
La zone, extrêmement intéressante pour l'histoire du Land, est désignée monument archéologique en RDA et examinée par le musée de la préhistoire et de l'histoire ancienne de Weimar et le musée du château de la Wartbourg. Dans les années 1957 à 1960, 1964 et 2006, des campagnes de fouilles sont menées dans le but d'analyser l'histoire de la construction du couvent et des structures de construction encore conservées. Plusieurs phases de construction et de nombreux détails du système sont devenus connus.
Une croix en bois est installée sur la terrasse supérieure en 1931, qui fut renouvelée plusieurs fois, et en 1991 une statue d'Élisabeth est érigée comme lieu de pèlerinage et de mémoire. Au cours de l'année Élisabeth en 2007, plusieurs services commémoratifs à la mémoire de la sainte ont lieu sur la place.

## Source de la traduction
- (de) Cet article est partiellement ou en totalité issu de l’article de Wikipédia en allemand intitulé « Franziskanerkloster St. Elisabeth (Eisenach) » (voir la liste des auteurs).